# Perrégauloise Gallia Sports
Pour les articles homonymes, voir Perrégaux.
Maillots
La Perrégauloise Gallia Sports couramment abrégé en Perrégauloise GS ou Perrégaux GS ou encore en PGS, est un club de football algérien fondé en 1897 et disapru en 1962, et situé dans la ville de Perrégaux (actuellement Mohammadia). Il évoluait au Stade Municipal de Perrégaux.

## Histoire
La Perrégauloise Gallia Sports est créée en 1897 dans la ville de Perrégaux par des colons européens qui étaient des amateurs du sport et du football.

## Palmarès
Le palmarès de la Perrégauloise Gallia Sports est le suivant :

### Section football
| Compétitions nationales |
| --- |
| - Championnat de Promotion d'Honneur d'Oranie (2) : - Champion : 1928-29, 1954-55 - Coupe d'Algérie (FFF) : - Champion : 1960-61, |

### Classement en championnat d'Oranie par année
- 1920-21 : Division d'Honneur, Gr.Est, ?e
- 1921-22 : Division d'Honneur, Gr.Est, 1er Demi-finaliste
- 1922-23 : Division d'Honneur, ?e
- 1923-24 :
- 1924-25 :
- 1925-26 :
- 1926-27 :
- 1927-28 :
- 1928-29 : Division d'Honneur, 1er Champion
- 1929-30 : Excellence B, ?e
- 1930-31 :
- 1931-32 : Promotion d'Honneur, ?e
- 1932-33 : Promotion d'Honneur, 6e
- 1933-34 : Promotion d'Honneur, ?e
- 1934-35 : Promotion d'Honneur, 2e  Joue les barrages et accédez
- 1935-36 : Division d'Honneur, 7e
- 1936-37 : Division d'Honneur, 9e
- 1937-38 : Division d'Honneur, 9e
- 1938-39 :
- 1939-40 :
- 1940-41 :
- 1941-42 :
- 1942-43 :
- 1943-44 :
- 1944-45 :
- 1945-46 :
- 1946-47 :
- 1947-48 :
- 1948-49 :
- 1949-50 : Promotion d'Honneur, 4e
- 1950-51 : Promotion d'Honneur, 4e
- 1951-52 : Promotion d'Honneur, ?e
- 1952-53 : Promotion d'Honneur, ?e
- 1953-54 : Promotion d'Honneur, ?e
- 1954-55 : Promotion d'Honneur, 1er Champion
- 1955-56 : Division d'Honneur, 12e
- 1956-57 :
- 1957-58 :
- 1958-59 :
- 1959-60 :
- 1960-61 : Division d'Honneur, 6e
- 1961-62 :

## Joueurs du passé
Quelques joueurs qui ont marqué l'histoire de Perrégaux Gallia Sports.
- Jean Baptiste Quesada, (Perrégauloise Gallia Sports, AS Béziers 1966-67, AS Aix 1967-1970)
- Yvon GINER (Perrégauloise Gallia Sports, OGC Nice 1959-67, AS Cannes 1967-1971)
- Rodriguez Gay
- Sergura Antoine
- Marsel Gay